# 南投市
23°54′43″N 120°41′14″E / 23.9119°N 120.6872°E
南投市，舊稱「南投社」，前身「南投鎮」，位於臺灣南投縣西北部，為南投縣縣治所在地。全境面積為71.6021平方公里，為臺灣面積第三大的縣轄市，人口約9.7萬人，人口密度每平方公里約1,361人，是南投縣人口密度最高的行政區。
1945年將南投街改制臺中縣南投區南投鎮，1950年改隸南投縣，並為縣治，1957年臺灣省政府遷設於該地，成為臺灣省省會，1981年因屬縣治所在地而改制為縣轄市。在精省前因同時擁有縣治及省會的地位，使其成為臺灣唯一兼具地方、區域、中央三級行政中心機能的城市，並由於地理位置與交通建設的因素，為毗鄰之中寮鄉的交通門戶，以及全縣重要的交通轉運中心之一。

## 歷史

### 地名由來
南投之地名譯自平埔洪雅族南投社社名，該社社名，初見於康熙三十四年（1695年） 修之台灣府志。其社名係與同族阿里坤支族之北投社對稱之，因在北投社之南。《諸羅縣志》所載：「東為南投山，內社二，溪南（貓羅溪）為南投，溪北為北投（今屬草屯鎮）。」
簡稱

關於「南投」一詞的簡稱，為避與「台南」相同，多簡稱為「投」，但仍有以「南」為簡稱的狀況
- 以「投」為簡稱：

1. 南投縣簡稱投縣，南投市簡稱投市
2. 署立南投醫院簡稱署投
3. 學校類的有投中、投高、投商
4. 地理分區的:中彰投
5. 勞動部勞動力發展署中彰投分署
6. 南投地方法院簡稱投院，南投地方檢察署簡稱投檢

- 以「南」為簡稱：

1. 糖業鐵路的「南糖站」
2. 連接彰化南投間的彰南路、南投鄉親寮間的南鄉路、南投龍眼林間的龍南路（中寮鄉內）
3. 南投縣與雲林縣之間的南雲大橋
4. 南雲交流道
5. 南崗工業區

### 沿革
南投昔日屬於南投堡，與北投堡（今草屯）相對因而得名，與臺北市北投區則無關。南投市街的形成，在清治時期乾隆中葉之前，漢人墾南投循兩路進入，一走貓羅溪從半線（今彰化市）經北投（今草屯鎮）至南投，一經林圮埔（今竹山鎮）過濁水溪向北進入。在族譜資料中，康熙年間就有入墾今南投市區的記錄。自乾隆二十四年（1759年）設南投縣丞於南投街，隸屬彰化縣。

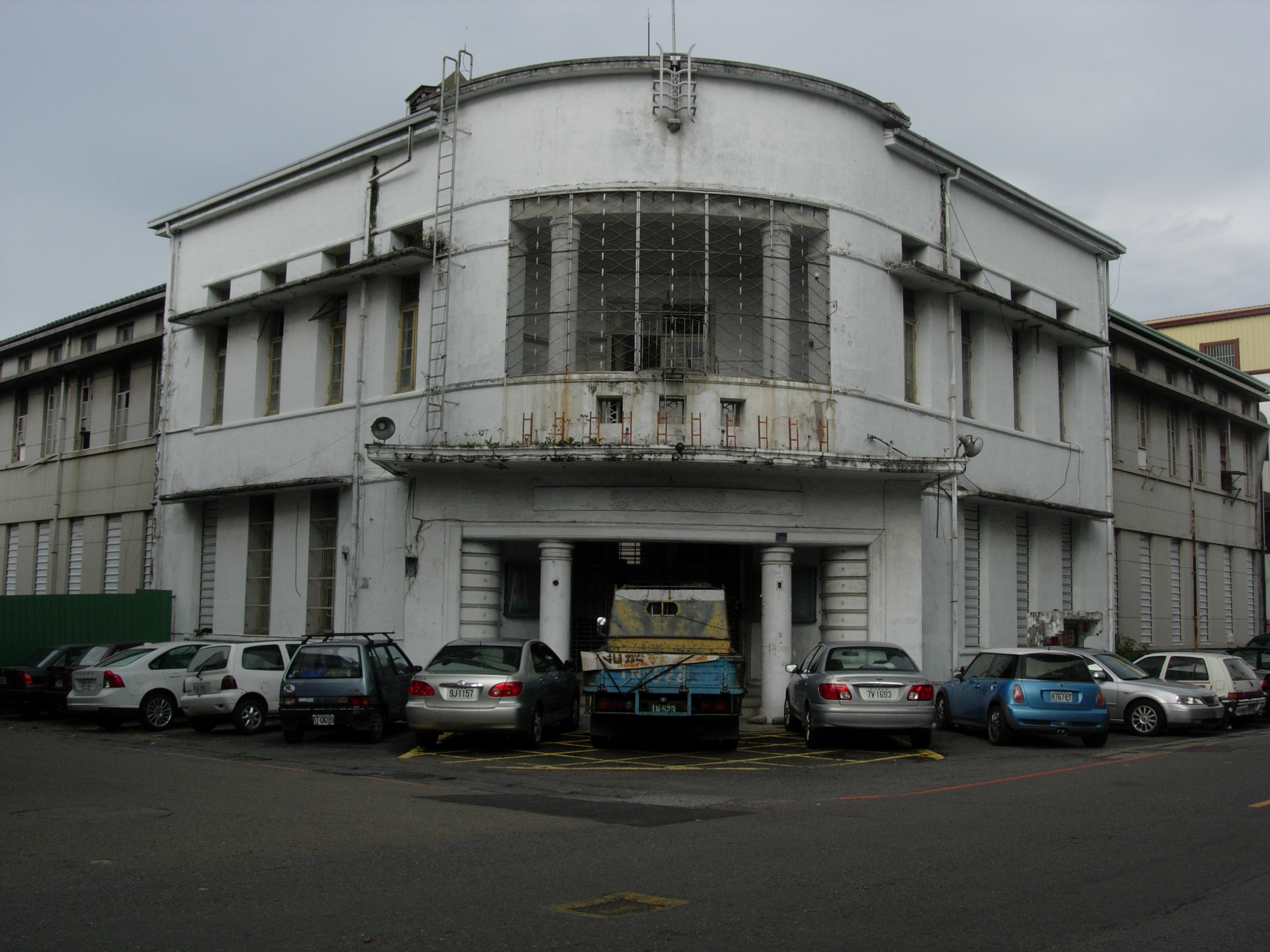
南投稅務出張所是日治時期台中州第一個設立的稅務出張所

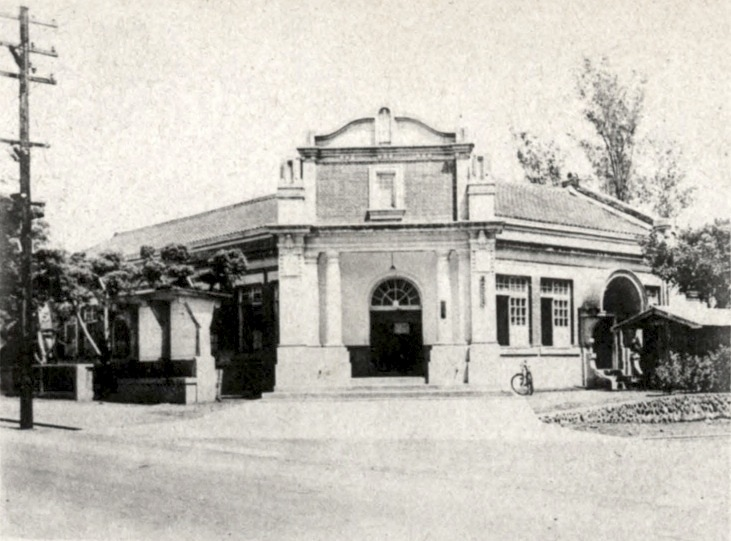
南投街役場

日治時期，1895年6月28日，臺灣分三縣一廳，南投隸屬臺灣縣南投堡；8月改設一縣二民政支部一廳，屬臺灣民政支部南投堡。1896年復設三縣一廳，屬臺中縣南投堡:191。1897年6月10日改設六縣三廳，屬臺中縣南投辦務署南投堡:191:943。1901年11月，廢縣設廳，全臺改設二十廳，南投隸屬南投廳南投堡:191:944。1909年，南投堡改為「南投區」:193。1920年7月27日，地方官制改正，將南投廳與臺中廳合併為臺中州，南投區屬南投郡管轄；10月1日，南投區改為「南投街」，隸屬臺中州南投郡:946。
1945年10月25日臺灣由中華民國接管，行政區劃改為八縣九省轄市，南投鎮屬臺中縣南投區:193:949。1950年，南投立縣並廢區，南投鎮改隸南投縣，並為南投縣縣治:193:201。1957年7月1日，臺灣省政府遷至中興新村，南投鎮成為省府所在地:201、240。其後境內里數歷經三次變更，至1969年1月1日起，南投鎮下轄34個里:193。1981年12月25日，南投鎮因屬縣治所在地，故改制為縣轄市:193:957。

## 地理

### 位置
南投市位於南投縣西北部，西北與彰化縣芬園鄉為鄰，北與草屯鎮相接，東與中寮鄉毗鄰，南與名間鄉為界，西與彰化縣社頭鄉、員林市接壤。行政區域近似正方形，南北長與東西寬皆約8.2公里，土地面積71.6021平方公里，在南投縣所有行政區中排行第二小。南投市東西為丘陵台地，中部低窪，形成狹長谷地，谷地西有同源圳，與東側貫穿南北之貓羅溪構成轄內溝渠縱橫，而為南投市水網基礎。經緯度位置方面，全市極東為東北端與中寮鄉、草屯鎮交界之處，位在東經一二○度四三分八秒，北緯二三度五六分四秒；極西為西北端，即中視轉播站附近，位在東經一二○度三七分六秒，北緯二三度五七分二七秒；極南為東南端，即萬斗山南側，位在東經一二○度四二分五八秒，北緯二三度五三分二五秒；極北為大虎山，位在東經一二○度四一分三○秒，北緯二三度五九分四秒。

### 地形

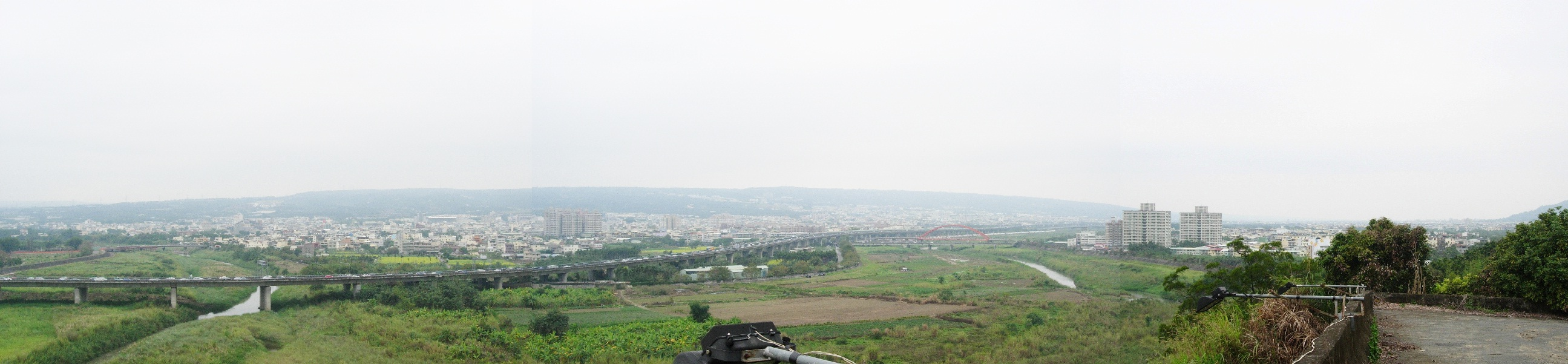
從包尾山（丘陵）俯視南投市區（平原）、八卦山脈、福爾摩沙高速公路

- 丘陵地形：南投市丘陵地形是南投丘陵的一部，位於光華、光榮、光明、東山、內興、振興、千秋等里的東側，最北有與草屯鎮相交的虎山，最南是與中寮鄉相交的萬斗山，丘陵地形有樟平溪與平林溪做切割，與平原地形間是車籠埔斷層所在。

- 平原地形：屬於台中盆地的南段，全市的平原地形可細分為四沖積扇：（一）烏溪沖積扇，在境內是中興地區八里的平原地帶。（二）樟平溪沖積扇，扇頂在龍興大橋，範圍是軍功里、東山里的平原地形。（三）平林溪沖積扇，扇頂在千義橋，範圍約是振興里平林溪東側與千秋里等地。（四）南投聯合沖積扇，是源於八卦台地的順向河造成，貓羅溪西岸平原是南投市的核心地區。

- 台地地形：八卦山是南投市與彰化縣各鄉鎮的界山。南投市內的台地地形可分為三個面向。（一）橫山是台地上最高點所在，其中有舊名橫山的永興社區聚落。（二）施厝坪介於橫山與六分寮間，與橫山以八卦嶺興路口為界，與六分寮以草尾嶺為界，範圍內的施厝坪是八卦台地上人口集中地區。北側是鳳山、鳳鳴二里的六分寮地形面，範圍在草尾嶺以北與中視轉播站。[10]

### 氣候
南投市屬熱帶潤濕氣候型，氣溫及濕度均高，夏季多雨較為潮濕，秋冬季則較乾旱，年平均氣溫攝氏23度，年平均相對濕度約80%。
年降雨量約2100公厘，夏季常有雷雨及颱風發生降雨量達高峰，秋冬雨量較少。
| 南投(平均數據2016–2023 極端數據2016至今)                                                                 | 南投(平均數據2016–2023 極端數據2016至今) | 南投(平均數據2016–2023 極端數據2016至今) | 南投(平均數據2016–2023 極端數據2016至今) | 南投(平均數據2016–2023 極端數據2016至今) | 南投(平均數據2016–2023 極端數據2016至今) | 南投(平均數據2016–2023 極端數據2016至今) | 南投(平均數據2016–2023 極端數據2016至今) | 南投(平均數據2016–2023 極端數據2016至今) | 南投(平均數據2016–2023 極端數據2016至今) | 南投(平均數據2016–2023 極端數據2016至今) | 南投(平均數據2016–2023 極端數據2016至今) | 南投(平均數據2016–2023 極端數據2016至今) | 南投(平均數據2016–2023 極端數據2016至今) |
| 月份 | 1月                                      | 2月                                      | 3月                                      | 4月                                      | 5月                                      | 6月                                      | 7月                                      | 8月                                      | 9月                                      | 10月                                     | 11月                                     | 12月                                     | 全年                                     |
| --- | ---------------------------------------- | ---------------------------------------- | ---------------------------------------- | ---------------------------------------- | ---------------------------------------- | ---------------------------------------- | ---------------------------------------- | ---------------------------------------- | ---------------------------------------- | ---------------------------------------- | ---------------------------------------- | ---------------------------------------- | ---------------------------------------- |
| 历史最高温 °C（°F）                                                                                      | 30.1 (86.2)                              | 33.9 (93.0)                              | 32.6 (90.7)                              | 33.6 (92.5)                              | 36.1 (97.0)                              | 36.4 (97.5)                              | 37.1 (98.8)                              | 37.3 (99.1)                              | 36.4 (97.5)                              | 36.9 (98.4)                              | 33.3 (91.9)                              | 31.4 (88.5)                              | 37.3 (99.1)                              |
| 平均高温 °C（°F）                                                                                        | 22.9 (73.2)                              | 23.4 (74.1)                              | 26.2 (79.2)                              | 28.8 (83.8)                              | 31.5 (88.7)                              | 33.2 (91.8)                              | 34.3 (93.7)                              | 33.5 (92.3)                              | 33.1 (91.6)                              | 31.0 (87.8)                              | 28.5 (83.3)                              | 24.4 (75.9)                              | 29.2 (84.6)                              |
| 日均气温 °C（°F）                                                                                        | 17.6 (63.7)                              | 18.1 (64.6)                              | 20.8 (69.4)                              | 23.9 (75.0)                              | 27.0 (80.6)                              | 28.3 (82.9)                              | 29.2 (84.6)                              | 28.7 (83.7)                              | 28.2 (82.8)                              | 26.1 (79.0)                              | 23.4 (74.1)                              | 19.3 (66.7)                              | 24.2 (75.6)                              |
| 平均低温 °C（°F）                                                                                        | 14.0 (57.2)                              | 14.3 (57.7)                              | 16.7 (62.1)                              | 20.1 (68.2)                              | 23.4 (74.1)                              | 24.9 (76.8)                              | 25.5 (77.9)                              | 25.4 (77.7)                              | 24.8 (76.6)                              | 22.7 (72.9)                              | 19.8 (67.6)                              | 15.7 (60.3)                              | 20.6 (69.1)                              |
| 历史最低温 °C（°F）                                                                                      | 3.7 (38.7)                               | 5.8 (42.4)                               | 9.3 (48.7)                               | 11.2 (52.2)                              | 15.9 (60.6)                              | 22.8 (73.0)                              | 23.3 (73.9)                              | 22.9 (73.2)                              | 20.9 (69.6)                              | 15.3 (59.5)                              | 12.5 (54.5)                              | 6.0 (42.8)                               | 3.7 (38.7)                               |
| 平均降水量 mm（）                                                                                        | 44.3 (1.74)                              | 30.4 (1.20)                              | 77.4 (3.05)                              | 83.6 (3.29)                              | 199.7 (7.86)                             | 456.9 (17.99)                            | 305.4 (12.02)                            | 329.8 (12.98)                            | 149.8 (5.90)                             | 27.1 (1.07)                              | 22.4 (0.88)                              | 27.1 (1.07)                              | 1,753.8 (69.05)                          |
| 平均降水天数                                                                                             | 6.1                                      | 5.1                                      | 7.4                                      | 7.2                                      | 10.0                                     | 17.1                                     | 13.8                                     | 16.7                                     | 9.3                                      | 3.3                                      | 2.9                                      | 3.1                                      | 102                                      |
| 平均相對濕度（％）                                                                                       | 78.4                                     | 76.5                                     | 76.2                                     | 76.0                                     | 78.0                                     | 79.0                                     | 76.7                                     | 80.2                                     | 77.8                                     | 75.7                                     | 76.5                                     | 76.3                                     | 77.3                                     |
| 来源1：Central Weather Administration                                                                    |                                          |                                          |                                          |                                          |                                          |                                          |                                          |                                          |                                          |                                          |                                          |                                          |                                          |
| 来源2：Atmospheric Science Research and Application Databank (precipitation days and humidity 2015–2024) |                                          |                                          |                                          |                                          |                                          |                                          |                                          |                                          |                                          |                                          |                                          |                                          |                                          |

### 水文
南投市水文路網以多條東西向排水系統組成，其中同源圳為一南北向之水圳，連接多條東西向排水線。
南投市內流域有二，一為彰化沿海河系流域，主在八卦山脈西側。另一為烏溪流域，全市大部分屬之，烏溪流域的貓羅溪由源於中寮鄉之平林溪、樟平溪與南投市之牛角坑溪、排水系統匯流而成，而後繼續往北而流。

#### 水文影響
- 貓羅溪為界劃分為東西兩個區域：

南投市的聚落主要分佈於八卦台地頂部、台地東部山麓與貓羅溪東岸平原等三地帶。在現代橋樑尚未興建前，貓羅溪有如天塹，阻隔東西兩岸居民的往來，導致西部諸聚落與彰化、名間等地關係密切，即如灌溉圳水也多取自於濁水溪；而東部諸聚落則與草屯、台中市鎮的關係較為深遠，圳水則多取自烏溪。中興新村設立後，因其為在貓羅溪東岸，對於草屯、台中一帶繁榮的促進遠比南投、彰化來得明顯，亦可為明證。

#### 排水系統
| \| 名稱 \| 名稱 \| 名稱 \| 名稱 \| 名稱 \| 名稱 \| 名稱 \| \| -------------------------- \| ---------- \| ------------ \| -------------- \| ------------------------------ \| ------------ \| ------------ \| \| 碧山巖排水（與芬園鄉交界） \| 慈世排水 \| 福興坑排水 \| 小半山排水 \| 鳳山排水幹線 \| 苦苓腳排水 \| 清崗排水幹線 \| \| 鳳鳴排水幹線 \| 林子排水 \| 南崗排水 \| 平山坑排水 \| 半山坑排水 \| 牛運堀排水 \| 三興坑排水 \| \| 三塊厝排水 \| 農場坑排水 \| 嘉興排水 \| 茄苳中排排水 \| 舊社坪排水支線（與名間鄉交界） \| 坑內坑排水 \| 萬丹排水 \| \| 南勢橋排水 \| 包尾排水 \| 龍南排水支線 \| 長流圳排水支線 \| 大埤排水支線 \| 內興排水分線 \| 成源圳前圳 \| \| 內轆排水支線 \| 內興中排 \| 外轆排水 \| 半路溝排水 \| 平和大排 \| 三和大排 \| 果稟支線 \| |            |              |                |                                |              |              |
| 名稱 | 名稱       | 名稱         | 名稱           | 名稱                           | 名稱         | 名稱         |
| 碧山巖排水（與芬園鄉交界） | 慈世排水   | 福興坑排水   | 小半山排水     | 鳳山排水幹線                   | 苦苓腳排水   | 清崗排水幹線 |
| 鳳鳴排水幹線 | 林子排水   | 南崗排水     | 平山坑排水     | 半山坑排水                     | 牛運堀排水   | 三興坑排水   |
| 三塊厝排水 | 農場坑排水 | 嘉興排水     | 茄苳中排排水   | 舊社坪排水支線（與名間鄉交界） | 坑內坑排水   | 萬丹排水     |
| 南勢橋排水 | 包尾排水   | 龍南排水支線 | 長流圳排水支線 | 大埤排水支線                   | 內興排水分線 | 成源圳前圳   |
| 內轆排水支線 | 內興中排   | 外轆排水     | 半路溝排水     | 平和大排                       | 三和大排     | 果稟支線     |

### 山峰
- 橫山：海拔443公尺
- 牛牯嶺：海拔325公尺
- 萬斗山：海拔360公尺
- 包尾山：海拔301公尺
- 觀音山：海拔313公尺
- 十八灣山：海拔303公尺

### 生活圈
南投市是南投縣最重要行政、工商、文教區域也是南投縣城鄉發展核心區、南投地方生活圈的中心都市。在地方生活圈、文化生活圈、台中都會區都市體系劃分如下：
- 南投地方生活圈：

南投縣包含南投地方生活圈、埔里地方生活圈。其中南投地方生活圈，以南投為地方生活核心，影響範圍包括南投市、草屯鎮、中寮鄉、名間鄉、集集鎮、水里鄉、竹山鎮、鹿谷鄉、信義鄉等九個鄉鎮市。
- 台中都會區都市體系：

台中都會區內劃分南投市為次都會中心，與草屯鎮是縣內唯二劃分為台中都會區的行政區。
- 南投文化生活圈：

南投文化生活圈是南投縣七個文化生活圈之一，以南投市為中心，範圍涵蓋名間鄉、中寮鄉。

### 人口
根據南投縣政府民政處統計，2024年底南投市戶數約3.7萬戶，人口有97,042人，人口密度每平方公里約1,355人，是南投縣人口密度最高的行政區。市內人口最多的里是緊鄰市區而受都市擴張發展影響的漳和里，最少的里是面積狹小且開發較早的彰仁里，2024年底兩里人口分別為8,234人與387人:812－815；人口密度最高與最低的里分別是仁和里與東山里，2024年底兩里人口密度分別為每平方公里14,596人與93人:820。南投市的人口密度主要為仁和、南投、彰仁等市區一帶的里最為密集，唯隨著發展飽和與人口外流等因素，密度已有逐漸下降的趨勢，人口第二密集的地區是三和、平和、內興等緊鄰早期發展核心地區的里，最稀疏的地區則是東山、永興、福興、嘉興等距離市區較遠、地形崎嶇、交通不便且面積較大的里:819－820。在2020年人口普查中，南投市的常住人口數（平日夜間人口）計有101,606人，較當時的戶籍人口數99,120人多出2,486人（約2.51%），是南投縣唯一常住人口數多於戶籍人口數的行政區。與南投縣其他鄉鎮相同，南投市的人口持續外流，2019年底時南投市尚有99,199人，至2024年底時已下滑至97,042人。
結構方面，南投市姓氏分布上，2001年底的前五大姓氏分別是陳、張、林、吳、黃，此五姓氏的總人口數，約佔全市人口數的38%:841、870。南投市的人口老化與少子化問題逐年嚴重，由於早期家庭計劃政策的推動，經濟結構的轉型，生育率下降，促使幼年人口佔比逐漸降低；另一方面，隨著醫療技術的進步，生活水準的提升，平均壽命延長，致使老年人口佔比逐漸升高:835。2024年底時，南投市的幼年人口佔比約11.81%，壯年人口佔比約67.84%，老年人口則佔比約20.35%，老化指數約為172.40%。

## 政治

### 歷任首長
| 屆次 | 姓名   | 黨籍       | 就任日期       | 卸任日期       | 備註             |
| 1    | 廖樹林 |            | 1981年12月25日 | 1982年2月28日  | 改制後首任       |
| 2    | 賴深淵 |            | 1982年3月1日   | 1986年2月28日  |                  |
| 3    | 賴深淵 |            | 1986年3月1日   | 1990年2月28日  |                  |
| 4    | 魏清彬 |            | 1990年3月1日   | 1994年2月28日  |                  |
| 5    | 林俊梧 | 無黨籍     | 1994年3月1日   | 1998年2月28日  |                  |
| 6    | 李朝卿 | 中國國民黨 | 1998年3月1日   | 2002年2月28日  |                  |
| 7    | 李朝卿 | 中國國民黨 | 2002年3月1日   | 2005年12月19日 | 因當選縣長而辭職 |
| 7    | 陳瑞慶 |            | 2005年12月20日 | 2006年2月28日  | 代理             |
| 8    | 許淑華 | 中國國民黨 | 2006年3月1日   | 2010年2月28日  |                  |
| 9    | 許淑華 | 中國國民黨 | 2010年3月1日   | 2014年12月25日 |                  |
| 10   | 宋懷琳 | 中國國民黨 | 2014年12月25日 | 2018年12月25日 |                  |
| 11   | 宋懷琳 | 中國國民黨 | 2018年12月25日 | 2022年12月25日 |                  |
| 12   | 張嘉哲 | 中國國民黨 | 2022年12月25日 | 現任           |                  |

### 市政組織
南投市公所是南投市最高層級的地方行政機關，在中華民國政府架構中為縣轄市自治的行政機關，同時負責執行縣政府及中央機關委辦事項，南投市的自治監督機關為南投縣政府。市長由全體市民直接選舉產生，任期為四年，可連選連任一次。南投市公所並置市政會議，為市政最高決策機構，在市長之下，設有6課3室等9個內部單位及5個附屬機關。
南投市民代表會是南投市的最高民意機關，代表南投市全體市民立法和監察市政。市民代表由公民直選選出，任期為四年，可連選連任。南投市民代表會共有18位市民代表，分別為第一選區4席市民代表、第二選區7席市民代表、第三選區6席市民代表、第四選區1席市民代表，主席、副主席由18位市民代表互選產生。

### 機關大樓
| 機關名稱                                   |
| ------------------------------------------ |
| 南投縣政府                                 |
| 南投縣議會                                 |
| 南投縣政府環境保護局                       |
| 南投縣政府警察局暨所屬南投分局             |
| 南投縣政府衛生局暨所屬南投市衛生所         |
| 南投縣政府稅務局                           |
| 南投縣政府消防局暨所屬第一大隊南投分隊     |
| 南投縣政府文化局暨所屬圖書館               |
| 南投縣政府原住民族行政局                   |
| 南投縣家庭教育中心                         |
| 南投縣立婦幼館                             |
| 南投縣家畜疾病防治所                       |
| 南投市公所                                 |
| 南投市民代表會                             |
| 南投市戶政事務所                           |
| 南投地政事務所                             |
| 法務部矯正署南投看守所                     |
| 法務部調查局南投縣調查站                   |
| 臺灣南投地方法院                           |
| 臺灣南投地方檢察署                         |
| 國軍退除役官兵輔導委員會南投縣榮民服務處   |
| 國防部全民防衛動員署南投縣後備指揮部       |
| 國防部南投憲兵隊                           |
| 農業部農村發展及水土保持署南投分署         |
| 交通部高速公路局中區養護工程分局南投工務段 |
| 交通部公路局中區養護工程分局南投工務段     |
| 中華民國審計部臺灣省南投縣審計室           |
| 財政部中區國稅局南投分局                   |
| 財政部賦稅署中部辦公室                     |
| 勞動部勞工保險局南投辦事處                 |
| 內政部移民署南投縣服務站                   |
| 教育部南投縣聯絡處                         |
| 衛生福利部南投醫院                         |

| 機關、單位名稱                                       |
| ---------------------------------------------------- |
| 國家發展委員會中興新村活化專案辦公室（原臺灣省政府） |
| 國家發展委員會檔案管理局臺灣省政資料館               |
| 經濟部工商輔導中心                                   |
| 交通部交通事業管理小組                               |
| 財政部國有財產署中區分署南投辦事處                   |
| 財政部國庫署中部辦公室（集中支付大樓）               |
| 衛生福利部中部辦公室                                 |
| 衛生福利部南投醫院中興院區、長照院區                 |
| 內政部役政司                                         |
| 內政部中部辦公室                                     |
| 內政部警政署保安警察第六總隊第二大隊第五中隊         |
| 內政部國土管理署中部辦公室                           |
| 法務部廉政署中部地區調查組                           |
| 法務部行政執行署彰化分署南投行政執行官辦公室         |
| 交通部公路局公路人員訓練所中部訓練中心               |
| 交通部公路局臺中區監理所南投監理站                   |
| 原住民族委員會中部辦公室                             |
| 行政院主計總處中部辦公室                             |
| 農業部農村發展及水土保持署                           |
| 農業部農糧署中興辦公區                               |
| 國史館臺灣文獻館                                     |
| 行政院人事行政總處公務人力發展學院／地方行政研習中心 |
| 國家文官學院中區培訓中心                             |
| 國立公共資訊圖書館中興分館                           |
| 南投縣政府警察局中興分局                             |
| 南投縣政府消防局第一大隊中興分隊                     |

### 行政區

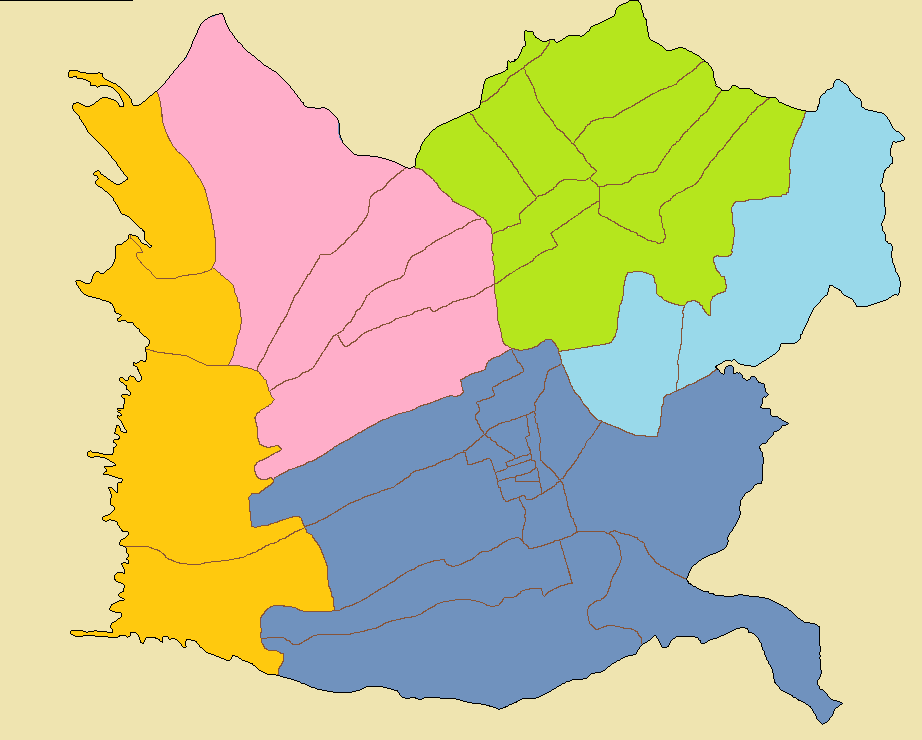
南投市地圖：為南投地區，為中興地區，為南崗地區，為軍功寮，為八卦台地區

現今南投市行政範圍的確立，來自於1920年，日本將臺灣十二廳改為五州二廳，設南投街屬臺中州南投郡。南投街轄南投、牛運堀、軍功寮、包尾、三塊厝、茄苳腳、施厝坪、草尾嶺、樟普寮、半山、林仔、小半山、營盤口、內轆等14個大字:195。1945年，改為「南投鎮」，屬臺中縣南投區。1950年調整行政區域，南投鎮改隸新成立的南投縣。1981年12月25日，南投鎮改制為「南投市」:193。
南投市共轄34個里，其行政區域分布情形為：
| 次分區 | 里名   | 里名   | 里名   | 里名   | 里名   | 里名   | 里名   | 里名   |
| ------ | ------ | ------ | ------ | ------ | ------ | ------ | ------ | ------ |
| 南投   | 仁和里 | 南投里 | 彰仁里 | 崇文里 | 龍泉里 | 三民里 | 康壽里 | 平和里 |
| 南投   | 漳和里 | 漳興里 | 三和里 | 三興里 | 嘉和里 | 嘉興里 | 千秋里 | 振興里 |
| 南崗   | 平山里 | 永豐里 | 新興里 | 福興里 |        |        |        |        |
| 中興   | 營南里 | 營北里 | 內興里 | 內新里 | 光榮里 | 光華里 | 光輝里 | 光明里 |
| 軍功寮 | 軍功里 | 東山里 |        |        |        |        |        |        |
| 八卦山 | 福山里 | 永興里 | 鳳鳴里 | 鳳山里 |        |        |        |        |

## 經濟

### 特色
- 具有兩級行政中心機能的城市

南投市在清朝乾隆年間設立南投縣丞之後，即為一個具有地方行政中心機能的市鎮。日治時期，不論設廳或是設郡時期，南投市一直為南投地區的區域行政中心。臺灣戰後時期，南投市為縣治所在；1957年（民國46年），台灣省政府選定南投鎮作為施政中心，南投鎮一躍為台灣唯一兼有縣級與省級行政中心機能的城市。
- 古都之說

南投市在臺灣西部是漢人較相對晚進入的地區之一，然而其行政機能歷史仍是南投地區四鄉鎮中之最。在《南投郡管內概況》一書中，對於南投郡及南投街的描述：「本郡向來為中部山區政治核心，人民以南投街為往來中心，呈現相當繁榮」，又提到「草屯庄昇格為草屯街，具凌駕古都南投街之勢」。反映出南投市在行政機能歷史及人文活動上的面貌。

### 農業
南投市的農業與農產可以地形區作為分類為三大區域，這三大區域由於土質與地形氣候的不同，有不同的農業活動。
八卦台地：

在八卦台地上的農產主要有茶、鳳梨、薑、荔枝。
- 茶葉的種植在八卦台地上以及茄苳腳地區，名為「青山茶」，是七十年代後興起的作物。
- 鳳梨主要產區在八卦台地紅土地帶，與茶葉成為台地上農業景觀，曾是鳳梨罐頭原料的重要來源地，產量次於名間、中寮，近年在鳳梨酥的帶動下，八卦山上人潮與往日不同而語。
- 荔枝栽植於八卦台地，台地與平原間的坡地大多栽種荔枝，施厝坪有400年的「荔枝王」，南投市也是全台出產荔枝最多的地區。[30]
- 嫩薑年產量曾達二千公頓，每當產季台地上可見洗薑農民。

平原地帶：

平原地帶農產主要有稻米、蘿蔔、番茄。
- 稻米分佈於市郊平原區，以內轆、千秋斗等平原鄰里為主，在山間谷地也有種植，是主要糧食作物。
- 蘿蔔是南投市蔬菜類歷史輝煌的一頁，日治時期包尾地區所產的蘿蔔與醃漬黃蘿蔔（當時稱澤庵、澤庵漬）是南投街特產之一。
- 番茄產於內轆一帶，尤以黑柿蕃茄最具名氣，是當地特色產品。

東側丘陵：

東側丘陵農產為龍眼、香蕉、柑橘。
- 香蕉在日治時期以前便有栽培，日治時期產量大增，成為台中州下產量最多的行政區，西部山坡地帶也有種植。
- 南投椪柑在日治時期為揚名內外的特產，現亦有柚子、柳丁等相關作物。
- 龍眼是中寮鄉的特產，在南投與中寮交界一帶的丘陵地是南投龍眼的主要產區。[31]

### 工業
南投陶：

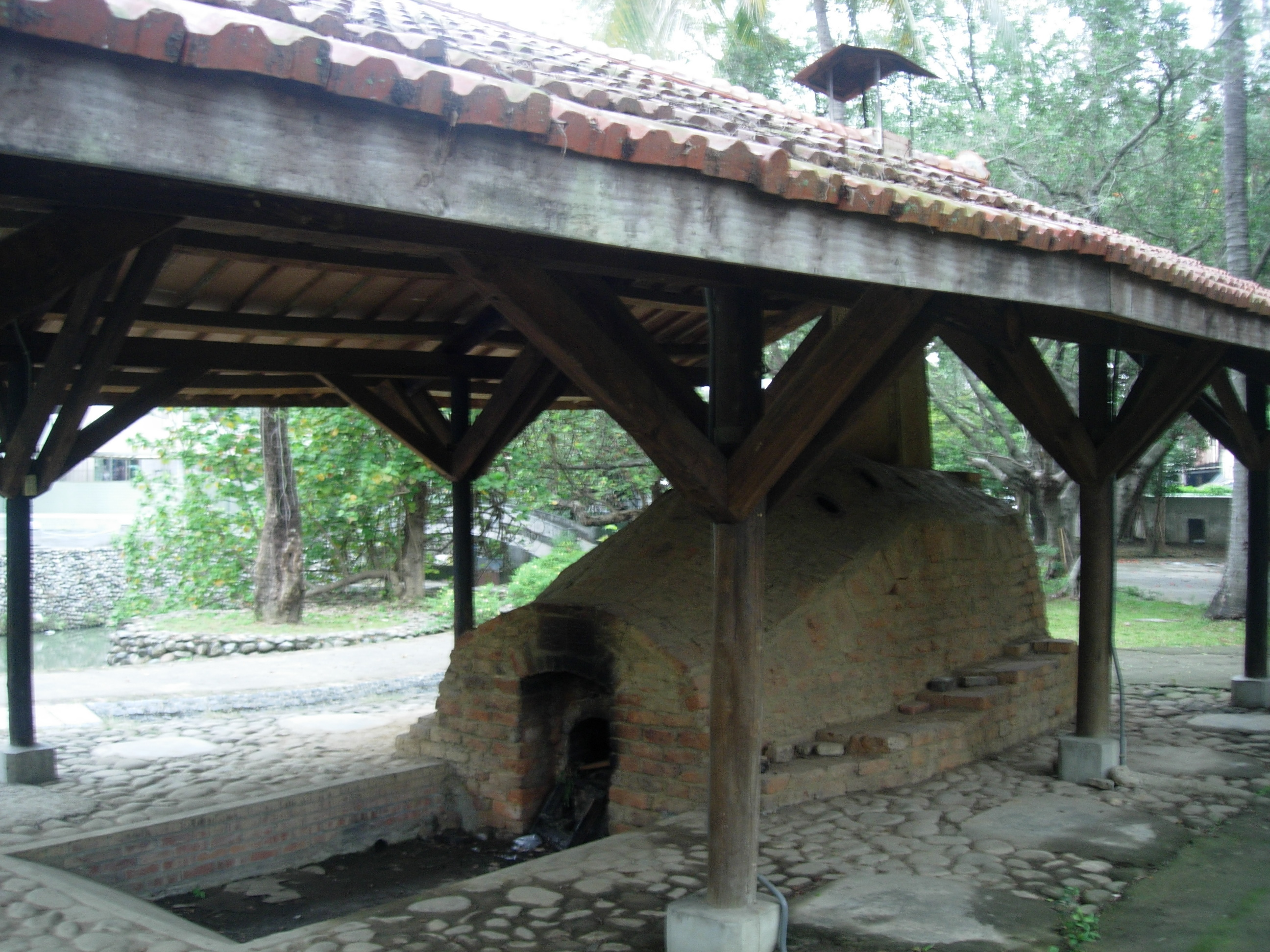
南投公園內的展示窯

南投陶最早於1796年所創，窯址在牛運堀地區，約為今祖祠路以南、復興路以東、信義街以西地塊內。日治時期南投陶又稱「南投燒」，日本愛知縣常滑燒技師龜岡安太郎培育技術人才下，南投燒名氣擴及海外，劉家所製南投燒更是展出於物產陳列館內。南投陶常和鶯歌、苗栗相比，而南投陶的歷史是三者之最，在日治時期的南投陶名氣也在鶯歌之上。戰後在市場需求及瓷土原料枯衰的影響下，南投陶的風光不再，師父轉往集集水里一帶，故集集水里窯業可視為南投窯的傳承。地震後南投市內蛇窯全震毀，現南投中山公園內設有展示蛇窯，是以震毀的窯所建，而南投縣內知名的窯場在集集、水里地區。
- 南投硘耐扣：此諺語的意思是，南投出產的陶器品質好，經得起撞擊。[36]

糖業：

在1895年前就有糖廍的設立，分別位於今營盤國小旁與軍功里新廍庄二處。1911年成立南投糖廠，1913年與明治製糖合併為「明治製糖株式會社南投製糖工廠」，當年是第一大工廠。1946年後的台灣糖業公司南投糖廠原料區除有南埔、新庄、南投、中寮、龍眼林、名間、大庄七處外，更達八卦山西側的田中，共計有八個原料區。南投廠所產之白砂糖品質在全省三名內。南投糖廠與其他日治時期所建之糖廠相同，為地方上帶來了繁榮。糖廠及附設酒精工廠，從原料到成品的生產過程，創造了地方上的工作機會。糖業鐵道除了運送原料也促成交通便利。糖廠在1968年停止營業，廠區改為今縣政府與新社區。
鳳梨工業：

南投市在日治時期的第二大工廠是鳳梨工廠。1932年時南投就有兩所鳳梨工廠，每當產季，鳳梨工廠前常運送鳳梨車輛大排長龍。臺灣戰後時期工廠為台鳳公司所有，南投縣鳳梨的出口是全省第三位。鳳梨工廠最早設在今南投市平和巷二號，後來遷至南崗工業區的中華路與彰南路口，現在南崗工業區的廠地也改建為住宅。
酒廠：

南投酒廠是台灣唯一生產水果酒的酒廠，廠房在1977年完工，原料來源達台灣各地。八○年代二林葡萄農抗議事件，南投酒廠便是其中角色。南投酒廠與埔里酒廠是縣內唯二酒廠，現皆以觀光為取向。
南崗工業區：

1976年完成的「南崗工業區」，是一綜合性工業區，提供的就業範圍有南投、名間、中寮、草屯、芬園、國姓等地。除了營運中的工廠，也有廠家現轉型為觀光工廠。工業區的設立造成了自衛星圖上所見八卦山脈有一處相當明顯的人工景觀，不同於台地上多林木的面貌。

### 商業
發展

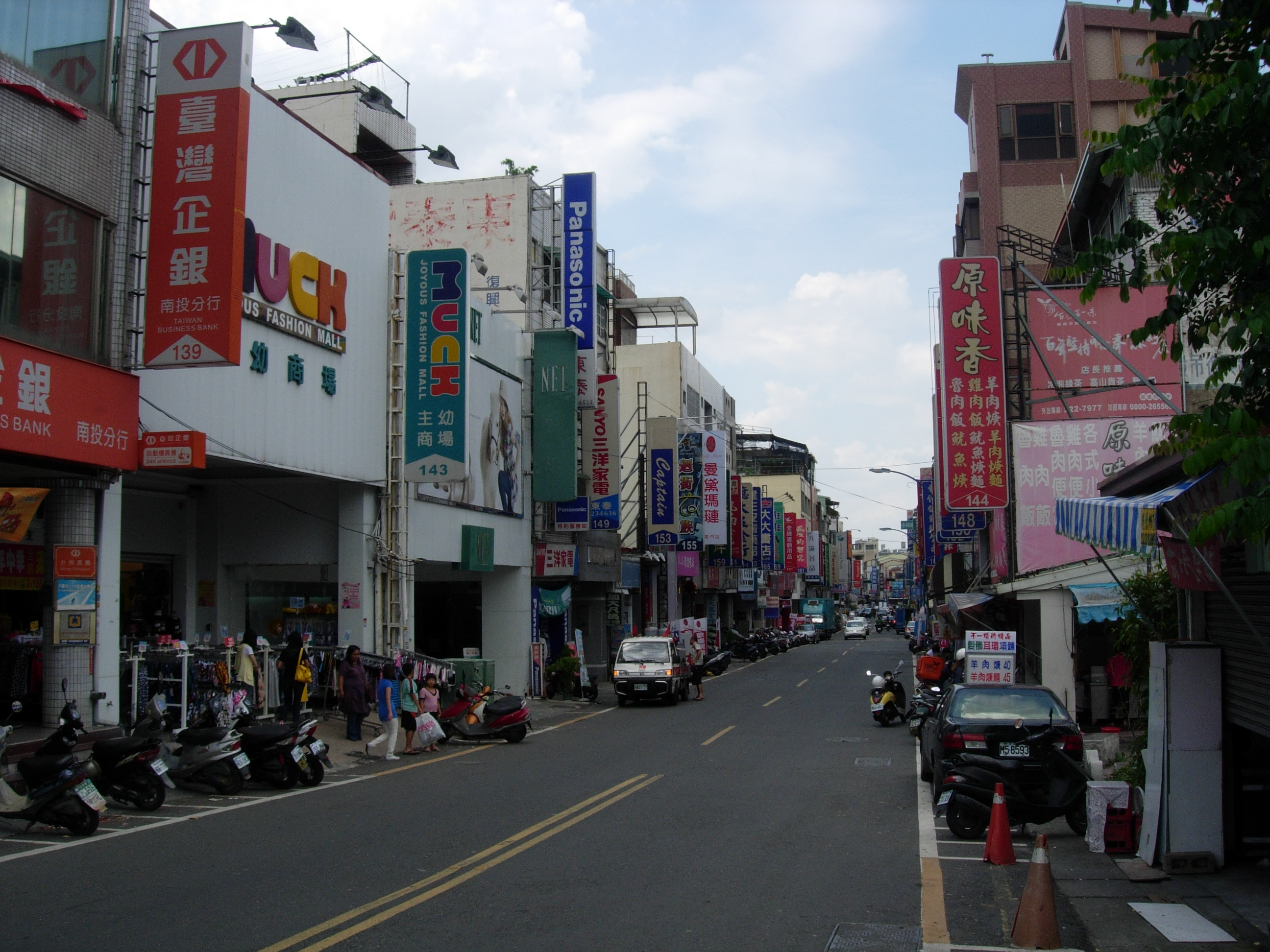
復興路街景

南投市區衢宇自漢人進入開拓後，大約於1866年戶數達到三百戶，因需要而分為頂街與下街，兩區以中央向東彎曲的三角街為界，頂街、下街、三角街的稱呼使用至日治時期之前。
在1898~1904的台灣堡圖中，南投街與三塊厝聚落已經連成一氣。日治時期南投街區的發展多在街役場（今康壽里中山街）週邊，建設有下水道、街燈、消費市場，路面以也瀝青舖設，這些建設促進了市區發展，所訂定的都市計畫範圍大約為今南投里、仁和里、龍泉里、康壽里、彰仁里、崇文里、三民里等七里，並包含火車站（今平和里一部分），這些地方是當時南投的商業核心。
現況

戰後在機關與客運車站的帶動下，市區由原本三和大排以北逐漸發展至南側。商業區在由民生街、三和一路所切隔之區域裡，以民族路最為繁榮之帶狀購物商圈。商家主要分佈於彰南路一段、民族路、復興路、三和三路、大同街、中山街等，以及其餘較分散之商家組成。彰南路、三和三路與復興路因為靠近南投高商與公車站，客源除了居民還包含上下課的學生與來往的旅客。在三和三路上多為餐飲之店家，2000年家樂福量販店的進駐，使三和三路商圈更為多元。民族路乘東西往來之便商圈也往東延伸至中興路口。地震後重建的集中營形象商圈在復興街、大同街、文昌街、三和三路等四條街道所構成之區域內，是彷效台中市精明一街商圈所規劃。在大同街上的南投戲院是南投縣內尚有營業的戲院之一。

☆復興路：南投市商圈之最發達，所以服飾、飲料、美食連鎖店似乎都集中。
☆民族路：南投市商圈之最發達，跟復興路十字路服飾、飲料、美食連鎖店。
☆中山街：南投市最重要的市場，周邊服飾、飲料、美食店，十分熱鬧，另外銀行林立如台灣土地銀行、第一銀行、合作金庫銀行、中國信託。
☆彰南路一段：南投市最重要的市場，連鎖店有紅番運動、屈臣氏二店，還有健身房等等。
☆三和三路：南投市轉運站的地點，2000年家樂福進駐。
☆大同街：南投市家樂福商圈，有85度C、寶雅生活館等等
除了六個商圈外，也有其他如文昌街、民權街、形象集中營等等
，南投市區商圈連鎖店、店家數量、集中密度為南投縣排第二（草屯商圈密度第一）。
市集

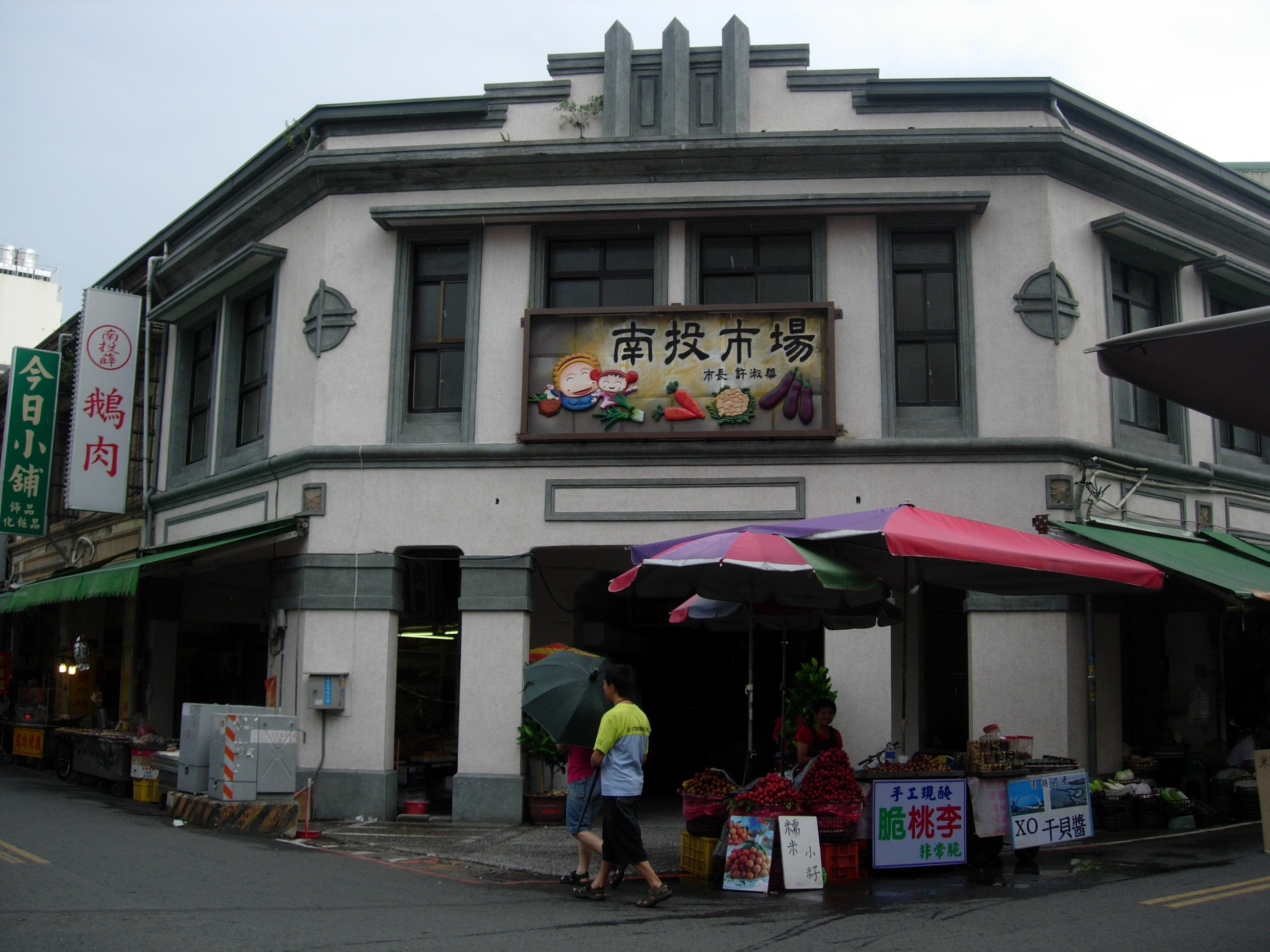
南投市場

果菜市場（又稱南陽市場、下市場）在育樂路設立後，傳統市集範圍自原本南投市場（又稱上市場）所在的民權街向西擴展至南陽路與育樂路相連，在這些路段上是南投市的早市街道。在中興新村地區則以第三市場最為熱鬧。黃昏市場有二處，一在大同街與三和三路口，另一處位於大同南街與三和二路口，以食品類攤販最多。
在夜市方面南投市內有兩處較大的夜市，一為禮拜三的家樂福夜市，沿家樂福週邊街道是夜市範圍，在家樂福開業前，彰化客運站時期便已形成。另一處是禮拜日的祖祠路夜市，地處靠近祖師橋的空地上。在中興新村的內轆地區內興路上空地有一處禮拜日夜市。

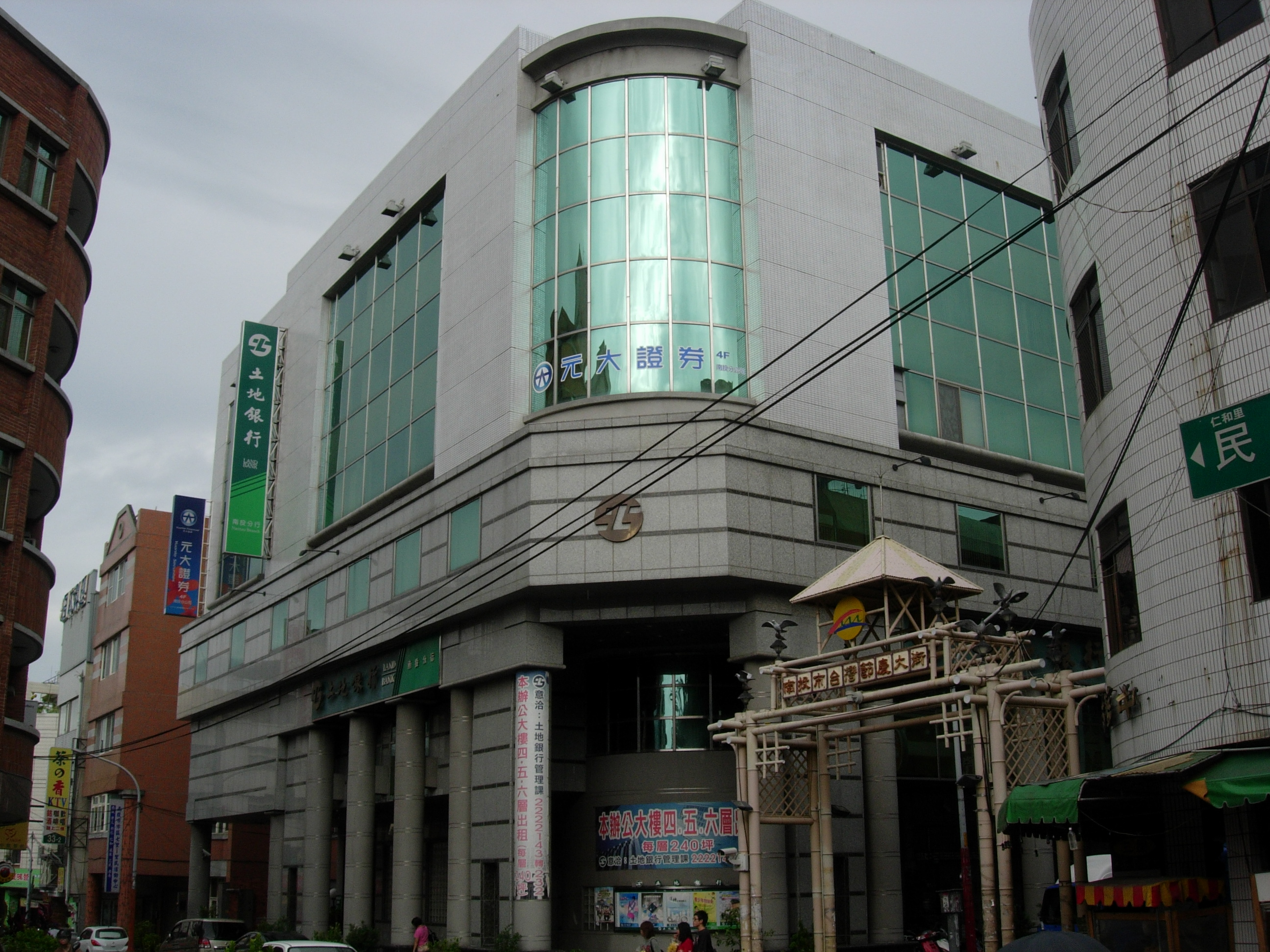
土地銀行南投分行大樓

農會
- 南投縣農會本會
- 南投市農會
  - 南投市農會本部
  - 鳳山辦事處　　福山辦事處　　永豐辦事處
  - 內興辦事處　　營南辦事處　　營北辦事處

金融

南投市金融機構一覽
| 名稱             | 類型       | 名稱             | 類型       |
| ---------------- | ---------- | ---------------- | ---------- |
| 臺灣銀行         | 南投分行   | 臺灣銀行         | 中興分行   |
| 土地銀行         | 南投分行   | 合作金庫銀行     | 南投分行   |
| 華南商業銀行     | 南投分行   | 台中銀行         | 南投分行   |
| 第一商業銀行     | 南投分行   | 國泰世華銀行     | 南投分行   |
| 遠東國際商業銀行 | 南投分行   | 彰化銀行         | 南投分行   |
| 兆豐國際商業銀行 | 南投分行   | 台灣中小企業銀行 | 南投分行   |
| 中國信託商業銀行 | 南投分行   | 明台產物保險     | 南投分公司 |
| 永豐金證券       | 南投分公司 | 新光產物保險     | 南投分公司 |
| 富邦產物保險     | 南投分公司 |                  |            |

連鎖賣場和專門店

| 店家名稱                 | 營業時間    | 服務地址         | 備註       |
| ------------------------ | ----------- | ---------------- | ---------- |
| 家樂福（南投店）         | 09:00~23:00 | 三和三路21號     | 附設停車場 |
| 台灣楓康超市             | 24H         | 中興路501號      | 附設停車場 |
| 全聯福利中心（南投店）   | 08:30~22:30 | 南陽路452號      |            |
| 全聯福利中心（文昌店）   | 08:30~22:30 | 文昌街19號號     |            |
| 全聯福利中心（彰南店）   | 08:30~22:30 | 彰南路一段560號  |            |
| 全聯福利中心（學藝店）   | 08:30~22:30 | 學藝路27號       |            |
| 肯德基KFC （南投南崗店） | 09:30~23:00 | 南崗二路212號    |            |
| 麥當勞 (南投南崗店)      | 00:00~23:59 | 南崗二路313號1樓 |            |

## 文化

### 遺址
共計有半山遺址、軍功寮遺址、公埔遺址、小半山遺址、十八張遺址、內轆遺址。

### 特產
橋頭肉圓、南投意麵、觳仔炱、綠豆粉粿、鳳梨酥、白雪酥、金瓜酥、中興酸梅湯、手工蛋捲

### 節慶活動

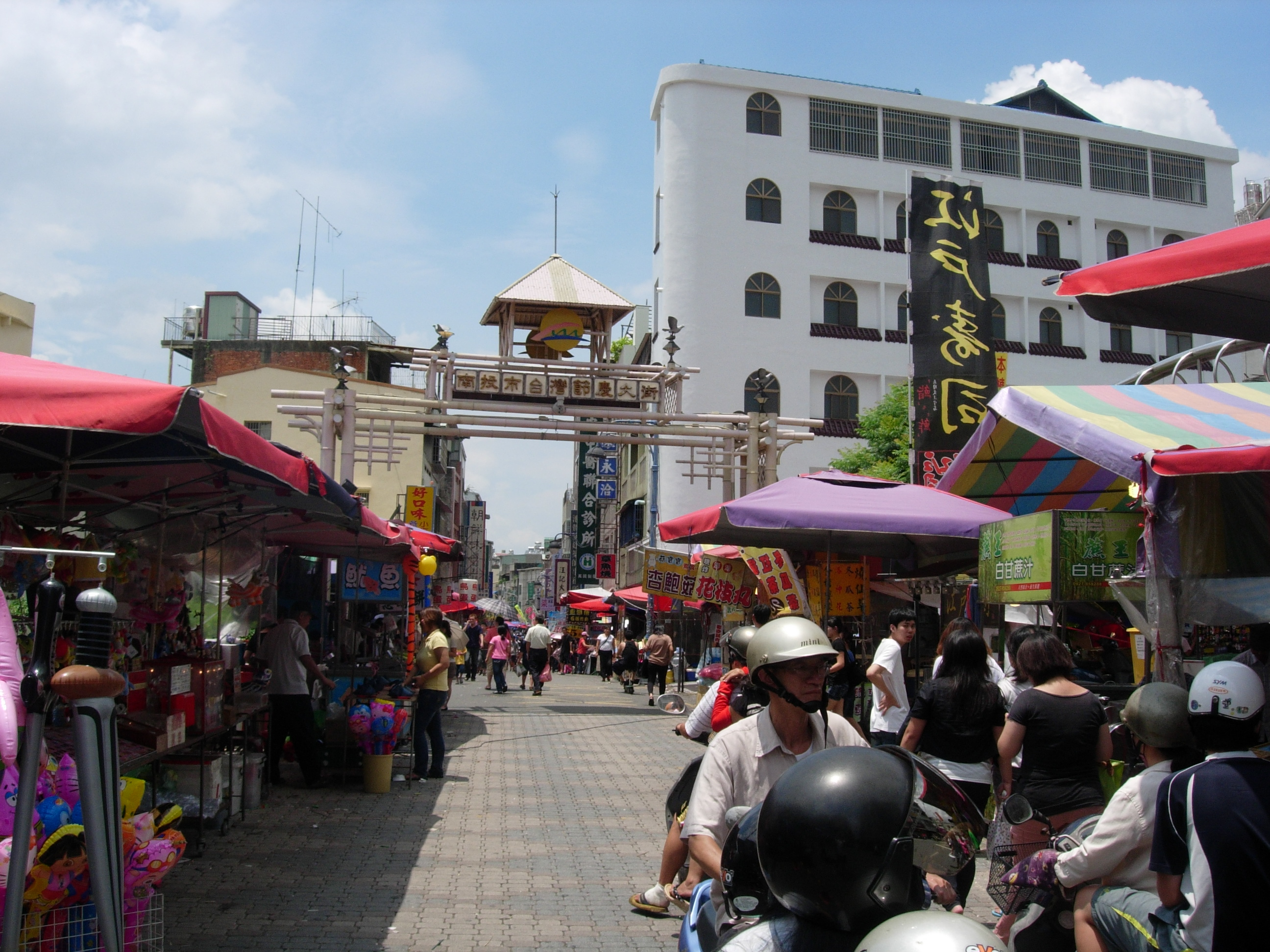
正值廟會時期之中山街

- 城隍聖誕廟會

每年農曆六月十五為城隍聖誕，遶境隊伍由指南宮（配天宮）出發，繞行南投市，「大仙尪仔」身上所掛圓形餅乾有保平安之意義，隨行工作人員沿路發放予民眾。配天宮前之中山街是此時廟會舉行街道，由三和三路與中山街口至中山街與民族路口，各式攤販形成南投市台灣節慶大街。
- 南投沙雕藝術節

於2009年起舉辦，於貓羅溪西側、綠美橋下舉行，於每年農曆春節前後為活動期間。

### 廟宇
- 南投碧山巖：福興里的佛寺，為彰化八景之一
- 南投市營盤口七將軍廟
- 省立萬靈祠
- 內轆慶福寺：內新里的慚愧祖師廟
- 慈善宮（開臺湄洲媽祖廟）
- 南投配天宮：舉辦南投城隍祭的廟宇
- 南投龍泉寺：龍泉里的佛寺，創立於1911年
- 茄苳腳石頭公廟：可向石頭公擲筊借錢，稱為「平安錢」，能作小孩的護身符
- 南投興聖堂：三興里的石頭公，兼作三和三興里民集會所。
- 南投樟普寮鳳山寺：奉祀觀音佛祖、祖師公公、天上聖母、玄天上帝、太子元帥，肇基於雍正十年（西元1732年）。

## 教育

### 社會教育
圖書館
- 國立公共資訊圖書館中興分館（中興新村）
- 南投縣政府文化局圖書館（南投市）
- 南投市公所市立圖書館（南投市）

### 大學
- 國立中興大學南投校區

### 高級中等學校
- 國立南投高級中學
- 國立中興高級中學
- 國立南投高級商業職業學校
- 南投縣私立五育高級中學

### 特殊教育
- 國立南投特殊教育學校
- 親愛音樂藝術學校

### 國民中學
- 南投縣立南投國民中學
- 南投縣立中興國民中學
- 南投縣立南崗國民中學
- 南投縣立營北國民中學
- 南投縣立鳳鳴國民中學

### 國民小學
- 南投縣南投市南投國民小學
- 南投縣南投市千秋國民小學
- 南投縣南投市文山國民小學
- 南投縣南投市光復國民小學
- 南投縣南投市西嶺國民小學
- 南投縣南投市新豐國民小學
- 南投縣南投市僑建國民小學
- 南投縣南投市營盤國民小學
- 南投縣南投市平和國民小學
- 南投縣南投市光華國民小學
- 南投縣南投市光榮國民小學
- 南投縣南投市康壽國民小學
- 南投縣南投市漳和國民小學
- 南投縣南投市漳興國民小學
- 南投縣南投市嘉和國民小學
- 南投縣南投市德興國民小學

## 交通

### 大眾運輸
鐵路昔今

南投市曾有彰南線、中南線、濁水線、中寮線及連接南投與北中寮龍眼林地區的輕便鐵道經過。八七水災後糖業鐵路拆除，鐵路功能也已由現代化的公路系統取代，戶政事務所前之育樂一街等路段仍有「火車路」之俗稱。現今南投市需開車或藉由公路客運前往臺中車站、彰化車站、員林車站、田中車站、濁水車站等車站接駁鐵路系統。另外，高鐵台中站至南投市間也有客運行駛(統聯客運1657），行車時間約50分鐘。
捷運規劃

在省府時代原有台中捷運紅線從潭子經台中至中興新村的規劃。而後有 █ 台中捷運藍線延伸至南投的規劃。經重新規劃後，目前的方案為 █ 台中捷運橘線 後續路網南投延伸線將設有中興新村、南崗工業區、南投、縣政府等四車站
公路客運

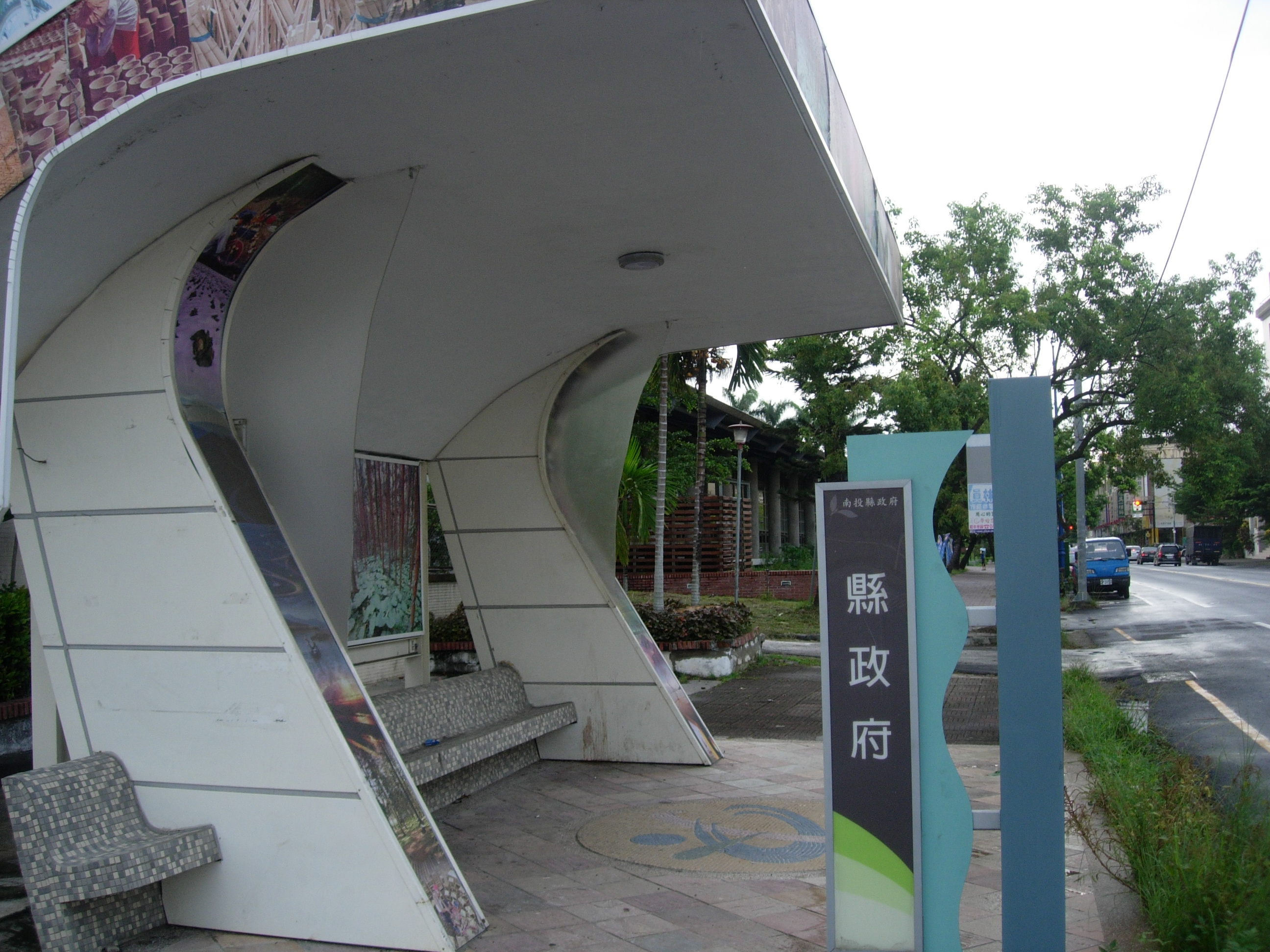
南投市公車候車亭－縣政府

南投市為南投縣的交通重鎮，南投縣內短程及長程大眾運輸最大的中心為南投市及埔里鎮，因此形成了「南投地方次生活圈」。彰化客運於南投市設有一大型場站「彰化客運南投站」，以此站出發的地區性客運路線行經名間鄉與中寮鄉，服務範圍涵蓋生活圈內成員。
南投市轄區內有兩個主要車站範圍，分別為南投車站、中興車站。

南投車站目前為國光客運、彰化客運南投地區路線總站並有數家客運路線分別前往台中、竹山、埔里、水里等地。

中興車站位於中興新村圓環旁，省府路北側，九二一地震將台汽中興站破壞，目前國光客運設有簡易站，彰化客運中興站則暫無使用，此處仍設有各家客運業者之候車站牌。
- 公車路線請參見

### 公路系統

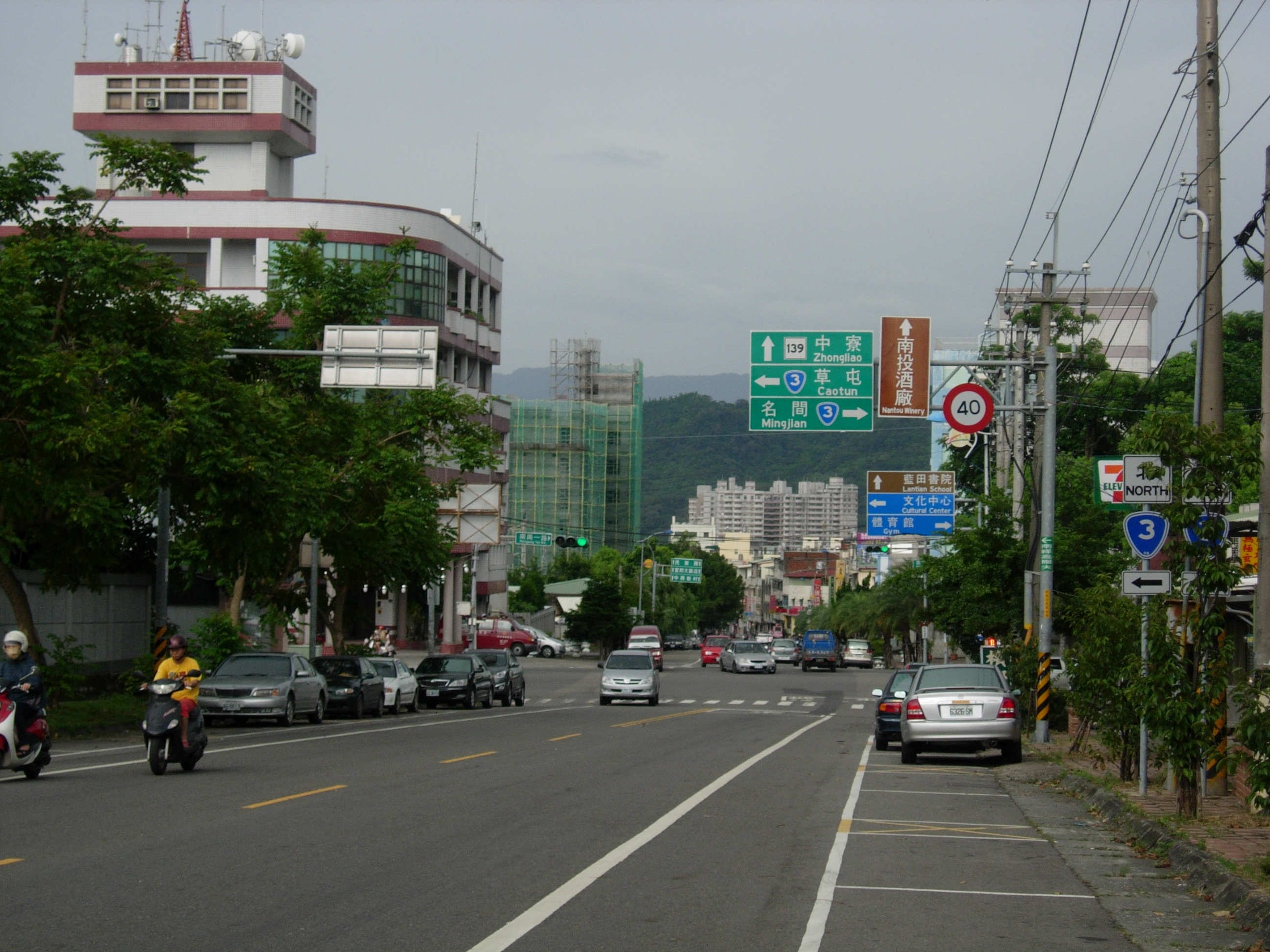
縣道139與台3線路口

國道
- 福爾摩沙高速公路
  - 中興交流道（224）【位於草屯鎮】
  - 南投交流道（228）

省道
南投市境內共有省道2條、支線3條。台3線即南崗路，是南投市最重要的聯外道路，往北可通往草屯、臺中等地連絡台14線以通往彰化，往南則可通往名間、竹山等地以通往台16線通往集集、水、日月潭，路寬約為25公尺。台76線即「芳苑草屯線」，路寬約25公尺，西起彰化芳苑，經二林、埔鹽、秀水、大村、溪湖、埔心及員林等地後，以八卦山隧道貫穿八卦臺地至南投市的過溝聚落，再東行跨越貓羅溪接福爾摩沙高速公路，並設匝道與台14乙線相接。台3甲線即中華路，為南投市區聯絡中興新村的重要道路之一。台14乙線，光明路口以北路段稱為中正路，以南則稱為中興路，北通彰化、芬園接臺14線，東行貫穿中興新村，南端接台3線，路寬介於15至20公尺之間。台14丁線即彰南路，原為台3丙線，往北可通往草屯、芬園等地:523。
縣道
縣道139號 北與芬園鄉大竹村謝厝相接(19.7K)，行經八卦台地四里後於嶺興路向東轉向南投市區，經南鄉路進入中寮鄉義和村甲頭埔(34.0K)。此縣道是八卦台地四里主要幹道，也為南中寮與南投市間主要通道。
縣道139乙於嶺興路口起，向南行經永興社區西側，經橫山後進入名間鄉。縣道150號為南投市與田中鎮之間連絡道路，南投－田中間大致呈東北－西南走向。
- 縣道139號：彰化縣芬園鄉－南投市－中寮鄉
  - 縣道139乙線：南投市－名間鄉：南投市－名間鄉
  - 縣道139丙線：工業路－嶺興路(一期)
- 縣道150號：南投市－名間鄉

鄉道
- 投11線營盤路
- 投13線光明路－光明一路－大埤街
- 投15線東閔路
- 投16線湖水路
- 投18線鳳山路
- 投20線登施路－成功三路
- 投21線鳳鳴路
- 投22線龍南路
- 投22-1線東山路
- 投25線府南二路－山腳巷
- 投25-1線千秋路
- 投30線八卦路36巷

### 橋樑要道
橋樑

南投市橋樑主要以數條橫跨貓羅溪之公路橋樑為主，由北而南依序是：
- 平林橋：為早期連接台14乙往王田交流道之通道，是最早連接草屯、南投兩地橋樑之一，另一條為綠美橋(舊軍功橋)。
- 貓羅溪橋：全長920公尺，為台3線連接南投交流道與南投市區之主要幹道。台76線亦有同名橋樑。
- 南崗大橋：連接營盤口與新豐，屬台3甲。
- 祖師橋：全長1506公尺，2010年通車，北向至中興路與東閔路交口，南向至祖祠路與華陽路交口。
- 綠美橋：原名軍功橋，現軍功橋完工後更名為綠美橋，是南投市入口地標，僅供機車、自行車、行人使用。
- 軍功橋：屬台14乙，為來往中興新村與南投市區之主要通道
- 小溪橋：橫跨樟平溪，屬台14乙，為來往中興新村與南投市區之主要通道。
- 龍興大橋：橫跨樟平溪，為東山里通往中興新村替代道路。
- 振興橋：橫跨平林溪，屬縣道139號，為南中寮與南投市區來往主要橋樑。
- 千義橋：橫跨平林溪，與振興橋同為中寮鄉與南投市之橋樑。

南投平原內散布許多跨越排水系統之道路橋，多以地名、路名、排水系統或具特殊義意為名。例如：彰南路一段上的南投橋、中山街口有中山橋、慈世排水之碧安橋。
主要道路
- 外環道路

南投市市區之外環道路主要為南陽路、建國路、集賢路、中興路。
這些道路形成圍繞著市區之完整環狀系統，為聯絡市區內外之業絡道，並完整聯絡南投市公所、南投縣政府、縣立文化中心，及位於三個中心周圍之各個機關區。
- 市區內主要道路

市區內主要幹道為彰南路、復興路、民族路。
這些道路貫穿市中心主要之道路，路面較寬交通號誌清楚。
市區中大部分之機關、金融機構皆沿街而立。

### 郵電
臺灣郵政開辦前，民間私人通信遞送主要依賴源於明朝時期的民信局:538。清領時期，郵件按站遞送，分為總站、正站、腰站及傍站等四種:538－539。南投則是傍站之一，可出售郵票、收寄郵件。1888年2月10日，臺灣巡撫劉銘傳創辦臺灣現代化郵政，郵政除了收寄官府文書以外，亦可收寄民間信件，並採用「臺灣郵票」:539。
日治時期，將臺灣郵政原有的一、二、三等郵局，改一、二等局為普通局，三等局則改為特定局，唯對外仍概稱郵便局。1897年5月1日，成立南投郵便受取所。1902年，南投郵便受取所改為三等郵便電信局。1907年，南投郵便電信局改制為南投郵便局。1941年1月29日，總督府廢除郵便局分等級制度:539。
戰後，國民政府宣佈停辦日治時期的郵便取次所（郵政代辦所）及郵便切手賣捌所（郵票代售處），並經管理局整頓重新登記發照。1946年5月5日，重新試辦郵電合辦，南投郵便局改制為「南投特定郵電局」:539。1949年4月1日，郵電分辦，改名「南投郵局」，並核定為二等甲級郵局。1950年9月1日，郵政總局核定臺灣郵區屬局分為三種等級，南投郵局改核定為「南投三等郵局」。1956年10月1日，升格為二等乙級局。1957年7月1日，成立中興新村郵局，屬臺中郵局第一二支局。1959年2月1日，南投郵局升格為二等甲級郵局。1970年1月1日，再升格為一等乙級郵局:540。1994年7月1日，郵政總局實施責任中心制度，南投郵局指定為南投縣郵政責任中心:540－541。之後配合民眾需求日增，業務量上升，設立支局服務南投市民，目前南投市共有6間郵局支局:541。
電信方面，日治時期的南投電信、電話業務仍由郵政單位兼辦，尚未另設電信局。戰後1946年5月，南投郵便局改制為郵電局後，持續服務南投市及名間、中寮兩鄉的郵電業務。1949年國民政府遷臺後，實施郵電分制，遂於南投郵電局原址改設「南投電信局」，設有人工臺3臺，共有240門電話門號，並設自南投至臺中的三路長途線及一臺長途臺。臺灣省政府遷至中興新村後，復於1959年借駐建設廳成立中興新村電信局，初設200門人工交換機。1962年1月，改為600門步進制自動電話。1969年，擴充900門。1976年，改為C400交換機。期間與之後逐漸開放南投至臺灣各地的立即轉接電話業務:545。

### 遊憩路線
登山步道
- 中興新村部分：
  - 土地公嶺登山步道：起自光復國小，終點在中興納骨堂旁。
  - 省政府後山登山步道：又稱「虎山步道」，自台灣省政府起，至環山路省府倉庫（駐村藝術家長期展場）

- 市中心部分：
  - 包尾山登山步道：起點在平和國小，過綠美橋經軍功堤防，終點在包尾山，全程在六公里左右。
  - 台鳳農場登山步道：起點在文化路與和興排水交點，至台鳳農場
  - 猴探井步道：在猴探井遊憩區，全長約三．四公里[56]

自行車道
- 南投縣政府於南投市政府規劃了有兩條自行車路線：
  - 貓羅溪自行車道：全程約三．七二公里，兩端分別是綠美橋與南崗大橋，沿線是貓羅溪的河岸景觀。
  - 同源圳自行車道：全長約三公里，沿線有南投休閒農場、瑤池天宮、聖安宮等地點[57]
- 南投市公所則有五條單車遊旅路線
  - 中興新村至南投酒廠路線
  - 市區環狀路線
  - 猴探井遊憩區至老樟母女樹路線
  - 猴探井遊憩區至社頭清水巖路線
  - 同源圳至鳳山寺路線[58]

## 旅遊

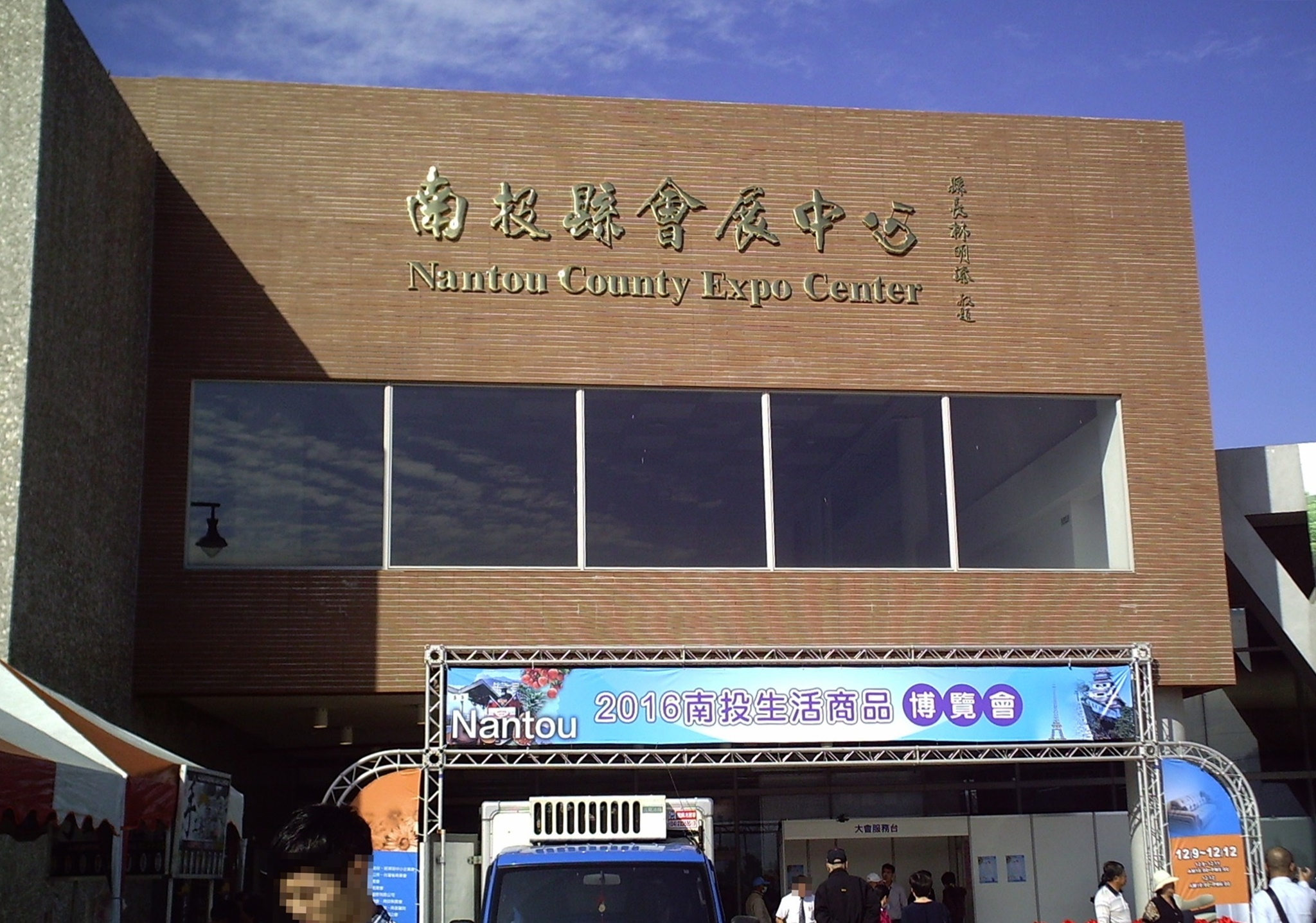
南投縣會展中心，2014年臺灣燈會主燈存置於此

- 南投市樟樹園
- 中山公園
- 南投酒廠
- 南投縣文化園區
- 中興新村
- 猴探井遊憩區
- 南投荔枝王
- 南投樟普寮鳳山寺
- 天空之橋
- 南投永興宮（從松柏嶺受天宮迎來的香火）
- 橫山登山步道
- 綠美橋
- 八卦山青山茶園
- 小半山休閒林場
- 虎山農場
- 東山吊橋
- 藍田書院
- 南投圓環
- 台灣麻糬主題館

## 姐妹城市
- 馬公市
- 美国猶他州西瓦利城
- 慶尚北道榮州市
- 日本宮城縣栗原市

## 外部連結
- 南投市公所 （页面存档备份，存于）